# كأس الأبطال الفرنسي 2000
كأس الأبطال الفرنسي 2000 (بالفرنسية: 2000 Trophée des Champions)‏ مباراة جمعت بين موناكو و‌نانت في 22 يوليو 2000 على ملعب أوغست بونال في مدينة مونبليار، وفاز بها موناكو بركلات الترجيح 6–5 بعد التعادل السلبي في الأشواط الأصلية 0–0.

## وصلات خارجية
- باللغة الفرنسية